# Ералиева, Мадина Есмалаевна
Ералиева, Мадина Есмалаевна (каз. Мәдина Есмалайқызы Ерәлиева) (2 августа 1954, Казалинский район, Кызылординская область , Казахская ССР — 27 ноября 2000, Майлыбас, Казалинский район, Кызылординская область, Казахстан) — советская и казахская эстрадная и фольклорная певица (колоратурное сопрано), педагог. Заслуженная артистка Казахской ССР (1990), Заслуженная артистка Республики Казахстан (1991).

## Биография
- Происходит из рода торткара племени алимулы.
- В 1974 году окончила музыкальное отделение Кызылординского педагогического училища, в 1978 году — музыкальный факультет Казахского женского педагогического института.
- В 1978-84 гг. работала в Институте литературы и искусства.
- С 1985 года и до роковой гибели работала солисткой в Алматинской областной филармонии.[1]
- В 2000 году погибла в автокатастрофе[2] на трассе Аральск — Ташкент в районе разъезда Майлыбас Кызылординской области.[3]

## Семья
Была замужем за режиссёром Булатом Атабаевым так же была замужем за предпринимателем Болатом Назарбаевым (23.03.1953—13.11.2023). Есть сын — Арсен Ералы

## Память
В 2002 году издана книга «Мәдина» на русском языке автор Роза Акбулатова.
В 2013 году издана книга о ней «Қазақтың Мәдинасы», автор — журналист Рауан Тургантай. В книге собраны воспоминания о творчестве М.Ералиевой.
В Кызылорде есть Дворец культуры её имени, а также существует музей
В Алматы её именем названа улица.

## Награды
- Лауреат всемирного фестиваля молодёжи и студентов.
- Заслуженная артистка Казахской ССР (1990)
- Заслуженный артист Республики Казахстан (1991)[7]
- Почётная грамота Республики Узбекистан (26 мая 1994 года, Узбекистан) — за самоотверженный труд и высокое профессиональное мастерство, проявленные при подготовке и проведении Дней Республики Казахстан в Узбекистане[8]